# Посвящённый (фильм, 1989)
«Посвящённый» — советский художественный фильм 1989 года режиссёра Олега Тепцова в жанре, определённом создателями фильма как «мистическая фантасмагория». Долгое время считался утерянным. Автором музыки к фильму выступил культовый композитор и музыкант Сергей Курёхин.
В феврале 1990 года «Посвящённый» в полной версии (121 минута) был показан на Берлинском международном кинофестивале. Первоначально по телевидению лента демонстрировалась в урезанном, 107-минутном, варианте.

## Сюжет
В руки Володи (Гор Оганисян), живущего вместе с матерью (Любовь Полищук) в квартирке на окраине Ленинграда, попадает дореволюционная книга, посвящённая магическим ритуалам народов Африки. Читая её, Владимир понимает, что стал обладателем сверхъестественного дара — он может убивать людей одним лишь усилием воли.
Главный герой бросает вызов злу в лице театрального актёра Фролова (Александр Трофимов). Главной интригой фильма является то, сумеет ли главный герой совладать со своим уникальным даром и как именно он им распорядится.

## В ролях
- Гор Оганисян — Володя
- Любовь Полищук — Мать
- Александр Трофимов — Фролов
- Елена Брагина — Вера
- Габриэль Воробьёв — Николай
- Владимир Симонов — Немой
- Сергей Маковецкий — Лёха
- Ольга Самошина — Света
- Владимир Юрьев — Петя
- Давид Оганисян — Володя в детстве

и другие

## Факты
- Как и дебютный фильм Олега Тепцова «Господин оформитель», «Посвящённый» также связан с мистикой и театром.
- Съёмки фильма проходили в окрестностях Ленинградского керамического завода.
- На пробах к фильму актрису Любовь Полищук поначалу никто не узнал (в том числе и благодаря удачно наложенному гриму). Благодаря этому актриса, вопреки закрепившемуся амплуа опереточной и комической, была утверждена на роль.
- В работе над «Посвящённым», как и над «Господином оформителем», принимали участие сценарист Юрий Арабов[1] и композитор Сергей Курёхин.
- Некоторые музыкальные темы для фильма были написаны Сергеем Курёхиным в пяти разных вариациях.
- Должность известного художника по костюмам Павла Каплевича в производственных документах фильма фигурирует как «консультант по фантасмагории».
- Исполнитель главной роли актёр-непрофессионал Гор Оганисян в настоящее время — один из московских художников современного искусства, известный как Гор Чахал.
- Фильм не издавался на видео или DVD.
- «Посвящённый» — последний художественный игровой фильм, снятый Олегом Тепцовым.
- Одна из тем к фильму «Посвящённый» — песня «Sola» американской певицы и гитаристки Лидии Мендосы[англ.].
- Кадры из этого фильма используются в неофициальном клипе группы Coil — Tattooed Man